# Penkun
Penkun è una città del Meclemburgo-Pomerania Anteriore, in Germania.

Appartiene al circondario (Landkreis) della Pomerania Anteriore-Greifswald ed è parte della comunità amministrativa (Amt) di Löcknitz-Penkun.

## Storia
Il 1º gennaio 1999 vennero aggregati alla città di Penkun i comuni di Grünz, Sommersdorf, Storkow e Wollin bei Penkun.